# Черчилл (озеро)
Че́рчилл (англ. Churchill Lake) — озеро в провинции Саскачеван в Канаде. Расположено на север-западе провинции рядом с озером Питер-Понд. Одно из больших озёр Канады — площадь водной поверхности 543 км², общая площадь — 559 км², восьмое по величине озеро в провинции Саскачеван. Высота над уровнем моря 421 метр, колебания уровня озера до 0,5 метра. Ледостав с ноября по май. Острова Мак-Кей, Аллан, Пейдж, Акимай, Хей. Сток через реку Черчилл в Гудзонов залив. Близ протоки, соединяющей южную оконечность озера с озером Питер-Понд, расположен посёлок Буффало-Нарроус.
Виды рыб, обитающие в озере, те же, что и в озере Питер-Понд: озёрная форель, налим, щука, сазан, окунь, чукучан, два вида сига.